# УР-77
УР-77 «Метеорит» — радянська самохідна реактивна установка, призначена для розмінування. Створена на базі самохідної гаубиці 2С1 «Гвоздика». Серійно виготовляється від 1978 року на заміну УР-67
УР-77 здатна створювати проходи в протитанкових мінних полях під час бою. Ширина проходу складає близько 6 метрів, а довжина від 80 до 90 метрів. Попри те, що УР-77 не призначена для розмінування протипіхотних мін, установка може розчищати протипіхотні мінні поля від американських мін натискної дії М14, створюючи проходи завширшки до 14 метрів.

## Принцип дії

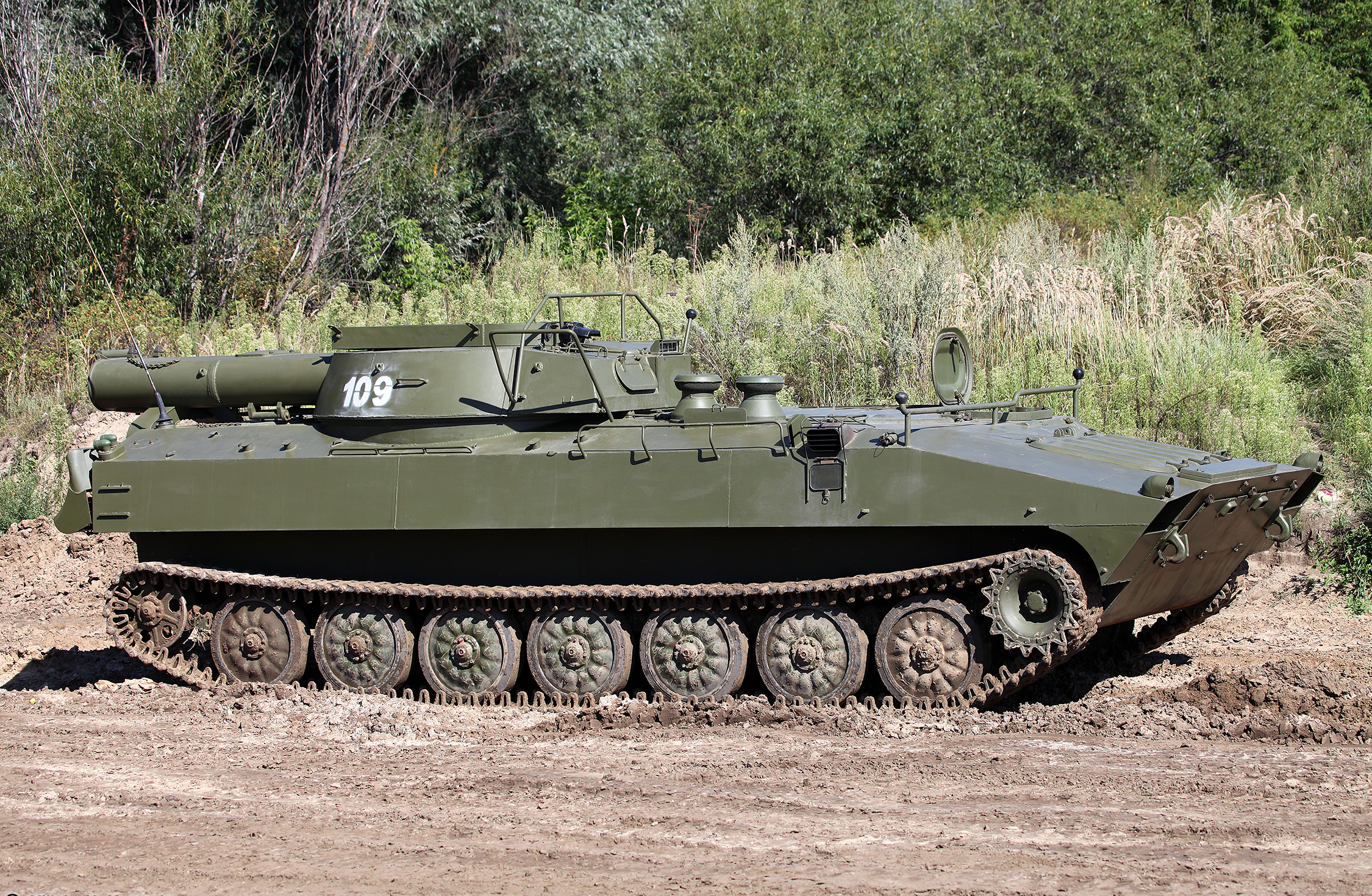
Установка розмінування УР-77 (об.256) на змаганнях понтонно-переправних підрозділів "Відкрита вода 2016".

Розмінування відбувається після підриву заряду — ударна хвиля від його вибуху спричиняє спрацювання механічних детонаторів мін. Однак, повне розмінування не гарантується — до прикладу, можуть залишитися зведеними міни, які мають детонатори двократного натиску (міна ТМ-62 з детонатором МВД-62 або Mk7 з детонатором № 5 Mk4), протипіхотні міни натяжної дії. Не реагують на вибухову хвилю магнітні, сейсмічні й інфрачервоні детонатори.

## Конструкція
Установка УР-77 створена на базі самохідної гаубиці 2С1 "Гвоздика". Машина має зварний броньований корпус, на якому в кормовій частині розміщено пускову установку з боєкомплектом із двох зарядів.
До екіпажу установки входять дві людини:
- Механік-водій;
- Командир-оператор.

## Бойове застосування

### Російсько-українська війна
Під час Російського вторгнення в Україну, застосовувалась обома сторонами, 24 березня 2022 року ЗСУ на півночі країни вдалось захопити одну одиницю цієї техніки.
У квітні 2022 року під час боїв за місто Рубіжне російськими окупаційними військами було використано УР-77 для руйнування міської забудови — будинків мешканців міста.
Станом на кінець липня 2022 року, згідно з даними порталу Oryx, всього з початку широкомасштабного вторгнення РФ до України, російські окупаційні війська втратили 13 машин УР-77 «Метеорит», з них чотири було знищено, ще дві — покинуто і сім — захоплено ЗС України.
Згідно з  повідомленням Державного бюро розслідувань, техніка розмінування окупантів використовувалася для обстрілу не тільки українських військових, а й цивільних об'єктів. Зокрема, під час штурму житлових кварталів міст Маріуполя та Рубіжного, ворогом були застосовані системи дистанційного розмінування УР-07 «Пересортування» та установки УР-77 «Метеорит».
Українськими військовими застосовувалася для зачистки місцевості від живої сили російських окупаційних військ.

## Оператори
- Азербайджан
- Україна
- Росія
- Сирія